# Barriosuso (Villarcayo de Merindad de Castilla la Vieja)
Barriosuso es una localidad del municipio de Villarcayo de Merindad de Castilla la Vieja, en la provincia de Burgos, perteneciente a la comarca de Las Merindades, y al partido judicial de Villarcayo.

## Geografía
Bañado por el Arroyo de la Pontoncilla, afluente del río Nela, por la margen derecha. Dista a 8 km de Villarcayo, y a 83 km de Burgos.

### Localidades limítrofes
Barriosuso limita al norte con Gayangos, al nordeste con Bárcena de Pienza y Quintanilla de Pienza, al sureste con Santurde, al sur con Céspedes, al suroeste con Bocos, y al oeste con Barruso y Fresnedo.

## Historia
Aldea, de la Jurisdicción de Medina de Pomar, en el partido de Castilla la Vieja en Burgos, jurisdicción de señorío, ejercida por el Duque de Frías quien nombraba su alcalde ordinario
A la caída del Antiguo Régimen queda agregado al ayuntamiento constitucional de Aldeas de Medina, en el partido de Villarcayo perteneciente a la región de Castilla la Vieja. En el año 1901 se incorpora al municipio de Merindad de Castilla la Vieja.

## Patrimonio
Iglesia de San Miguel Arcángel, de estilo gótico popular.